# Жаныбек Баатыр
Жаныбек Баатыр (до 2024 года — Балбал) — село в Таласском районе Таласской области Кыргызстана. Входит в состав Калбинского аильного округа. Код СОАТЕ — 41707 232 862 03 0.

## Население
По данным переписи 2009 года, в селе проживало 924 человека.